# Кумлська в'язниця
Кумлська в'язниця, відома як бункер Кумла, є закритою в'язницею за межами Кумли. В'язниця є найбільшою у Швеції і разом з деякими іншими в'язницями, єдиними установами в Швеції, які пропонують найвищий клас безпеки. У Кумлі є також державна виправна установа для чоловіків. До виправної установи йдуть всі, хто засуджений до чотирьох років позбавлення волі або більше. Там проводять ретельне розслідування, перш ніж особи розміщуються на Кумлі або в будь-якій іншій установі в Швеції.  

## Історія

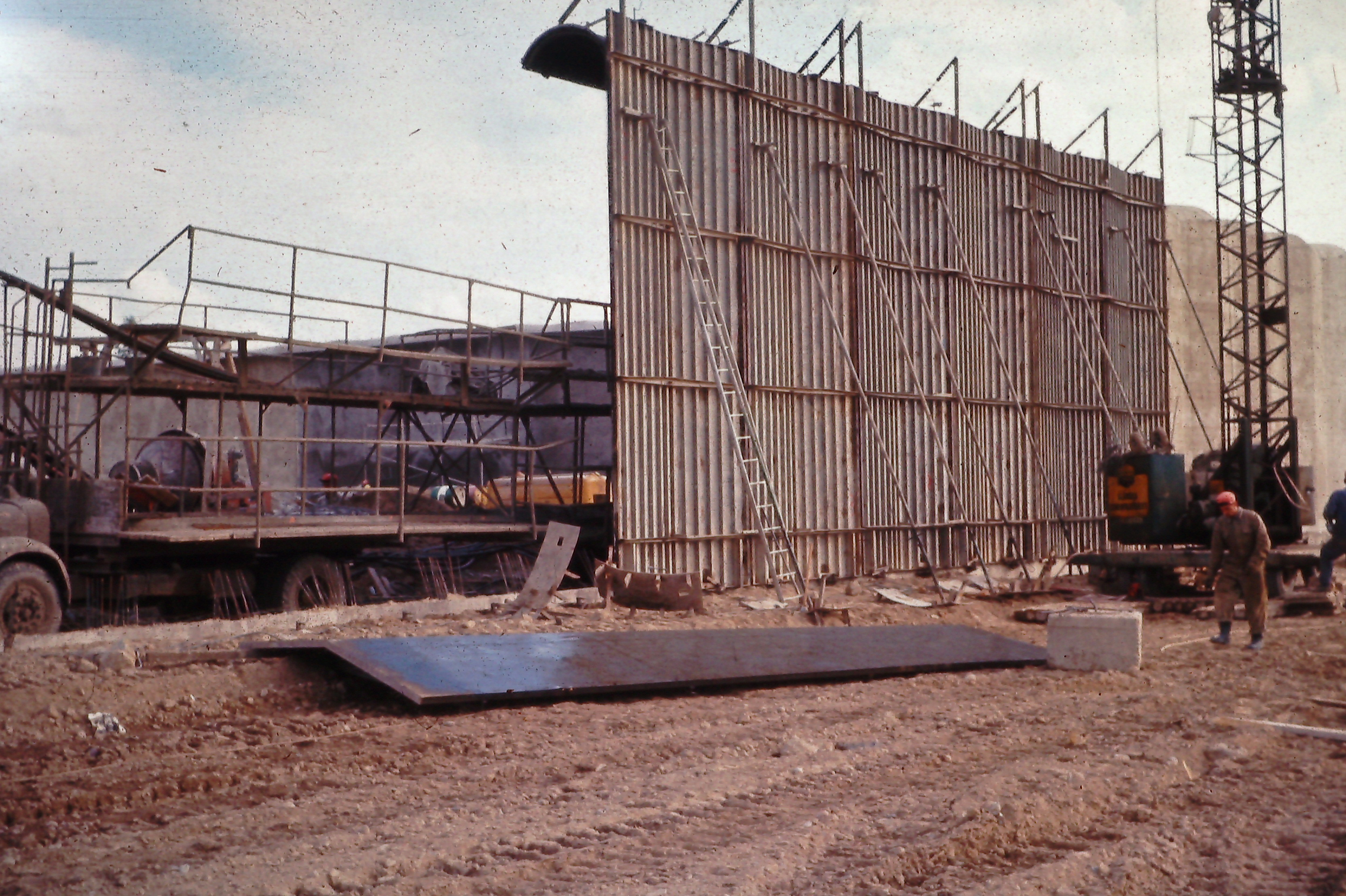
Форма в'язничної стіни в бетоні, 16 вересня 1964 року.

Установа була побудована в 1965 році, і мала тоді 435 місць. У 1960-х роках Кумла спонукала великі протести своїми високими стінами, довгими системами водопропускних труб і своїм механізованим спостереженням. Стіни зігнуті всередину, що унеможливлює втечу ув'язнених. 

### Масова втеча в 1972 році
У ніч 18 серпня 1972 року між 3 ранку і 4 ранку вночі, 15 ув'язнених втекли з Кумли, яка вважалася найбільш безпечною від втеч в'язницею. Серед тих хто втік, деякі вважалися найбільш злочинними особами Швеції. Серед них були зокрема, Ларс-Інге Свартенбрандт, Міро Барешич і Ніссе Пістоль. Одним з факторів, що сприяв втечі, було те, що відділ охорони цілодобово не контролювався охоронцями. Замість цього, охоронці патрулювали звичайні відділення на регулярній основі протягом ночі.
Поліція змогла заявити на ранній стадії, що 15 дверей кліток не були зламаними, а були відкриті ключем. Проте, не було доведено, як власне двері відмикнули. Одна з теорій полягає в тому, що ув'язнені зробили власні ключі, зробивши знімок ключів охорони. Інша теорія полягає в тому, що ключі були придбані в'язничним охоронцем. Щоб досягти успіху у відкритті дверей, ув'язнений зумів обдурити охоронців, що він вже замкнений. Потім він сховався, поки не завершився обхід, а потім відкрив камери інших. Загалом було відкрито 20 камер, але п'ять ув'язнених вирішили залишитися, частково тому, що їм не вистачало часу на звільнення. Втеча викликала величезний поліцейський рейд. Усі 15 втікачів зрештою були захоплені поліцією. 

### Втеча 1991 року
9 травня 1991 року Мартен Іманді та Іоан Урсут втекли з Кумли. Обидвох помістили у в'язничний відділ охорони.

### 2000-і  роки
Наразі триває розширення в'язниці. Нові відділи охорони в Кумлі були побудовані в результаті декількох втеч, що сталися в 2004 році. У січні 2004 року троє озброєних людей звільнили трьох ув'язнених, включаючи Даніеля Майорану. 
Сьогодні в'язниця має 463 місця для ув'язнених і налічує 450 співробітників.  

## Відомі в'язні
- Рахмат Акілов[5]
- Джекі Аркльов[6]
- Джон Аузоній[7]
- Стіг Берглінг[7]
- Гельге Фоссмо[8]
- Даніель Майорана[9]
- Йон Нодтвейдт[10]
- Кларк Олофссон[7]
- Тоні Ольссон[11]
- Крістер Петтерсон[7]
- Матс Рімдаль[7]
- Рахмі Сахіндал[12]
- Ларс-Інге Свартенбрандт[7]
- Ларс Тінгстрем[7]
- Іоан Урсут[7][13]
- Томмі Зетраеус[13]

## Зовнішні посилання
- Кумлська в'язниця [Архівовано 11 липня 2015 у Wayback Machine.]